# Brandweerkleding
Brandweerkleding wordt gebruikt tijdens de werkzaamheden en oefeningen van de brandweer. Het valt onder de persoonlijke beschermingsmiddelen en omvat meestal meerdere onderdelen zoals en overall of een broek en een jas, veiligheidsschoenen, handschoenen en een veiligheidshelm.

## Eisen
De basiseis is dat de kleding hittebestendig is. Daarnaast moet het sterk genoeg zijn om niet meteen te scheuren bij aanraking met scherpe voorwerpen. Vaak is de kleding waterafstotend, meestal niet geheel waterdicht. Brandweerkleding is niet specifiek gemaakt als bescherming tegen chemicaliën, daar zijn speciale pakken voor.
De verschillende kledingstukken moeten passend op elkaar aansluiten om te voorkomen dat hete gassen of bluswater in contact kan komen met de huid. Ritsen en andere metalen onderdelen worden waar mogelijk afgeschermd met een flap en bijvoorbeeld klittenband om te voorkomen dat de gebruiker zich verbrand bij het uitkleden (metalen onderdelen kunnen zeer heet worden).
Veelal wordt brandweerkleding uitgevoerd met retroreflecterende strepen om ook in het donker goed zichtbaar te zijn. Deze strepen kunnen echter wel vies worden waardoor de effectiviteit afneemt. Veel korpsen dragen daarom ook 's nachts veiligheidshesjes.

## Internationale verschillen
Hoewel de basiseisen gelijk zijn, is er in veel verschillende landen toch een "eigen" kledingtype ontstaan. In Noord-Amerika gebruikt men veelal gele overalls (de zogenaamde bunkergear) met hardleren helmen met een vrij groot herkenningsschild voorop. In Europa en Azië zijn de overalls juist vaak zwart en draagt men kunststof helmen van het type MSA-Gallet. In Europa dienen nieuw uit te leveren brandweerhelmen te voldoen aan de EN443:2008-norm.

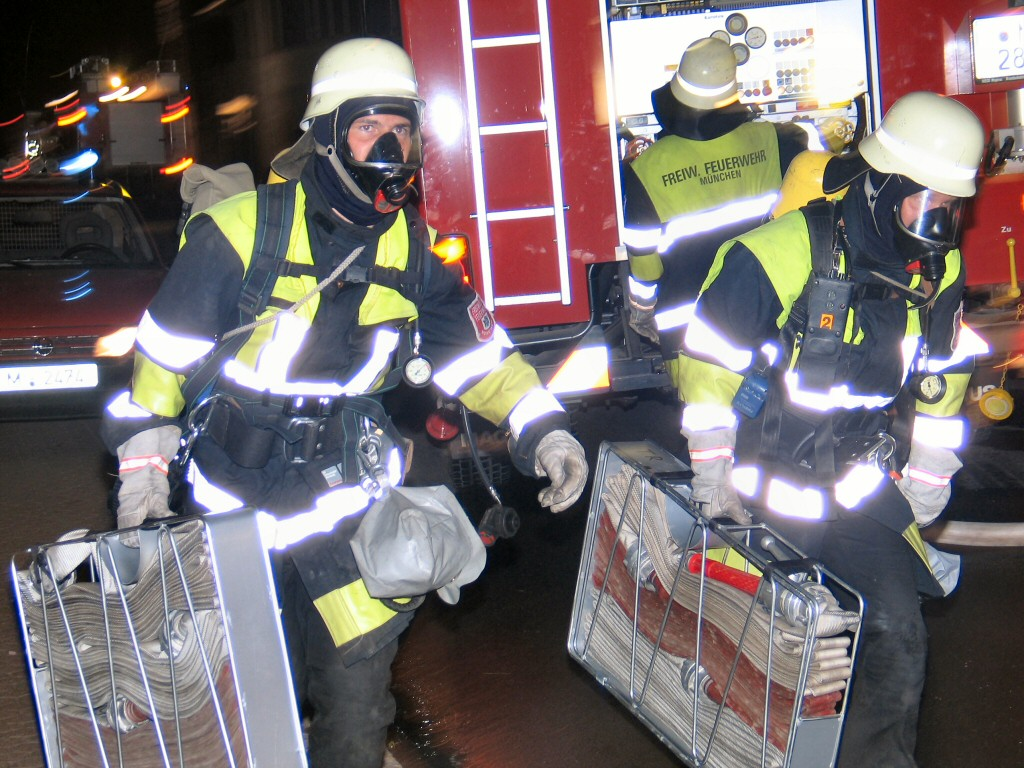
Duitse brandweermannen, de reflecterende strepen op het pak zijn duidelijk zichtbaar.
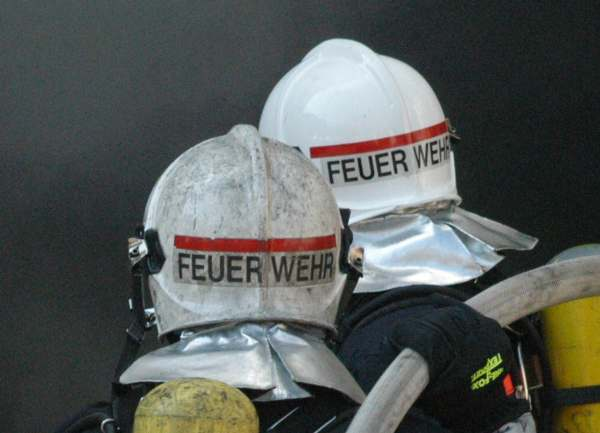
Twee Duitse brandweerlieden met helmen van het type MSA-Gallet F1SF, de nek wordt beschermd door een hittewerende flap, de neklap.
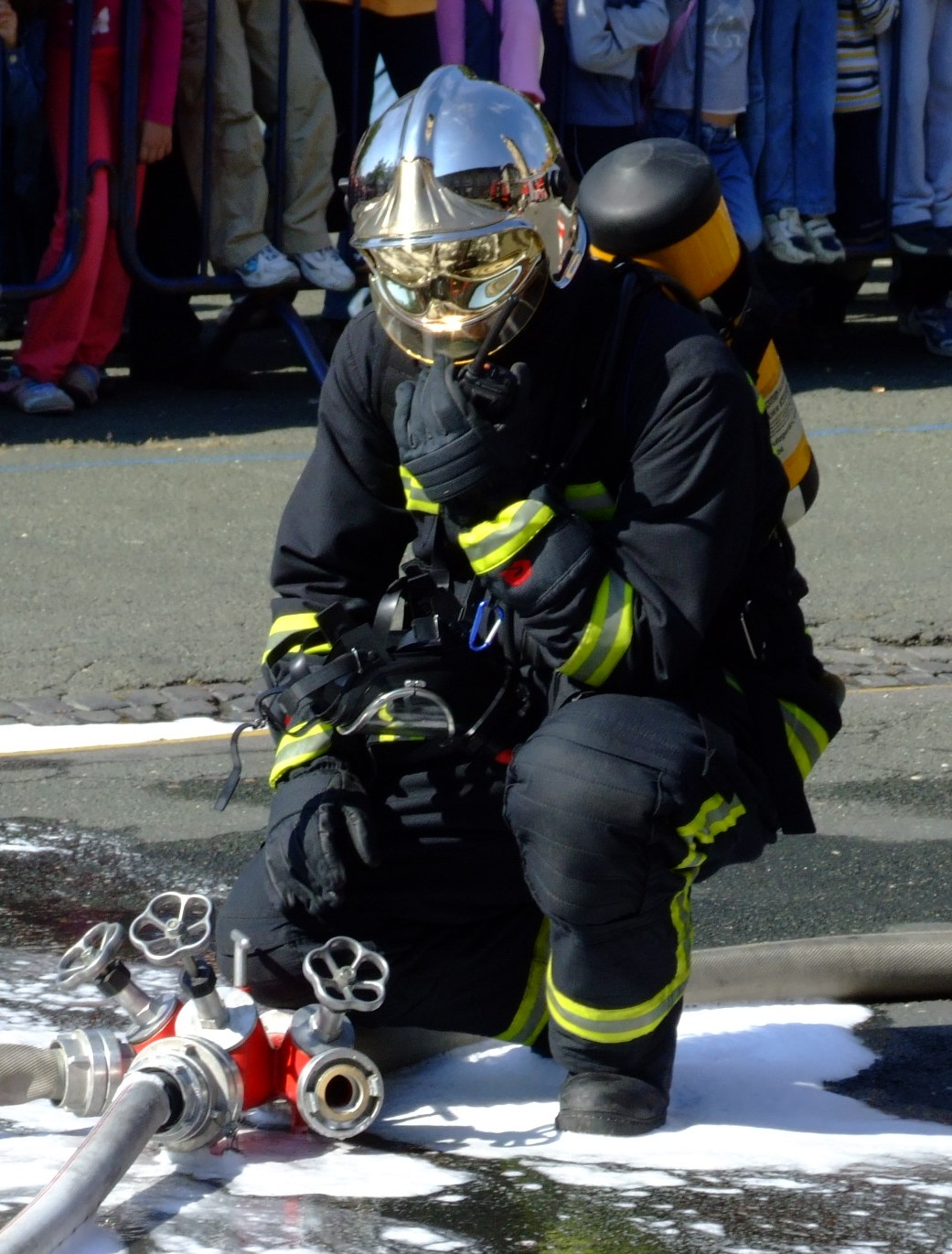
Een brandweerman in Zagreb beschermt zijn gezicht met een hittewerend goud-vizier dat in zijn helm is ingebouwd.
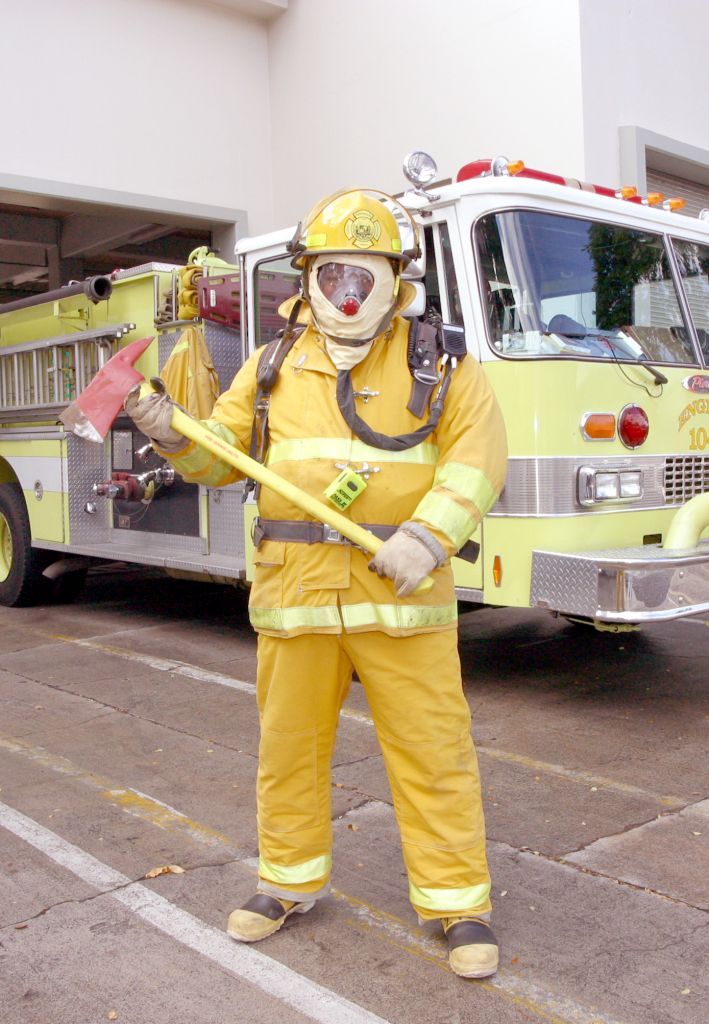
Een Amerikaanse brandweerman in brandweerkleding in de voor de USA typische gele kleur
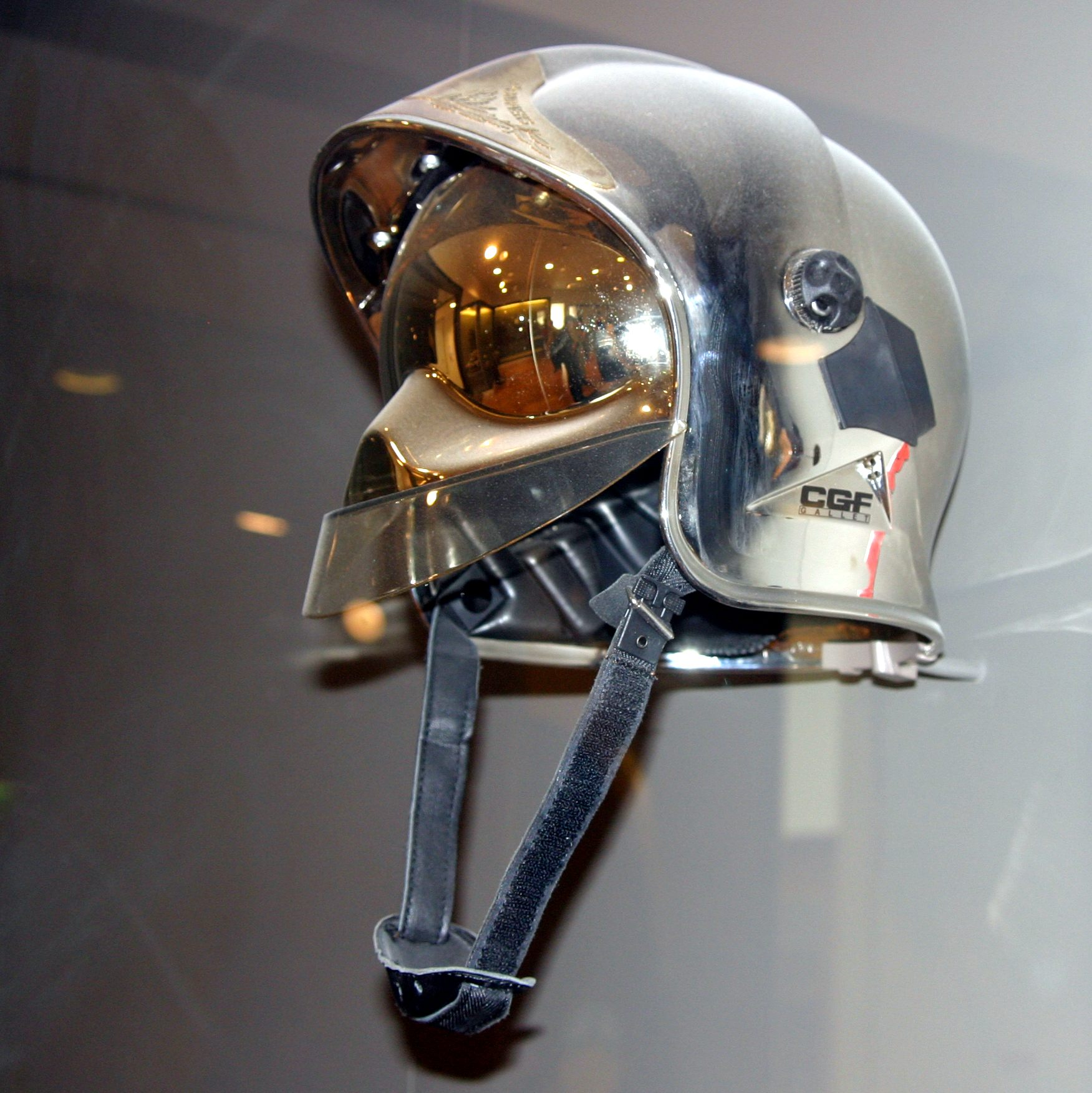
Een MSA-Gallet F1SF-helm
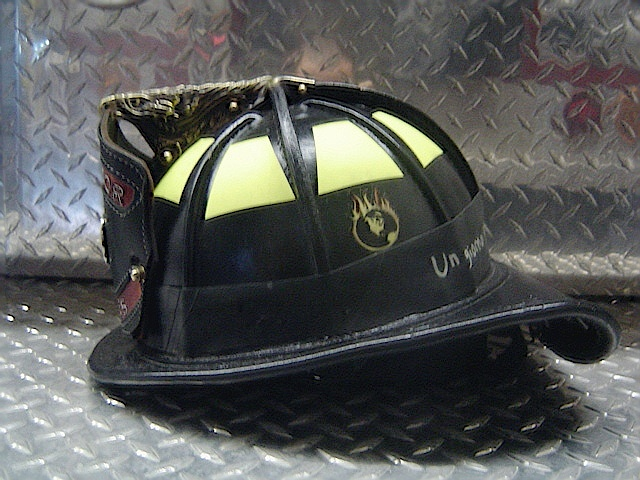
Een typisch Amerikaanse leren brandweerhelm van Cairns
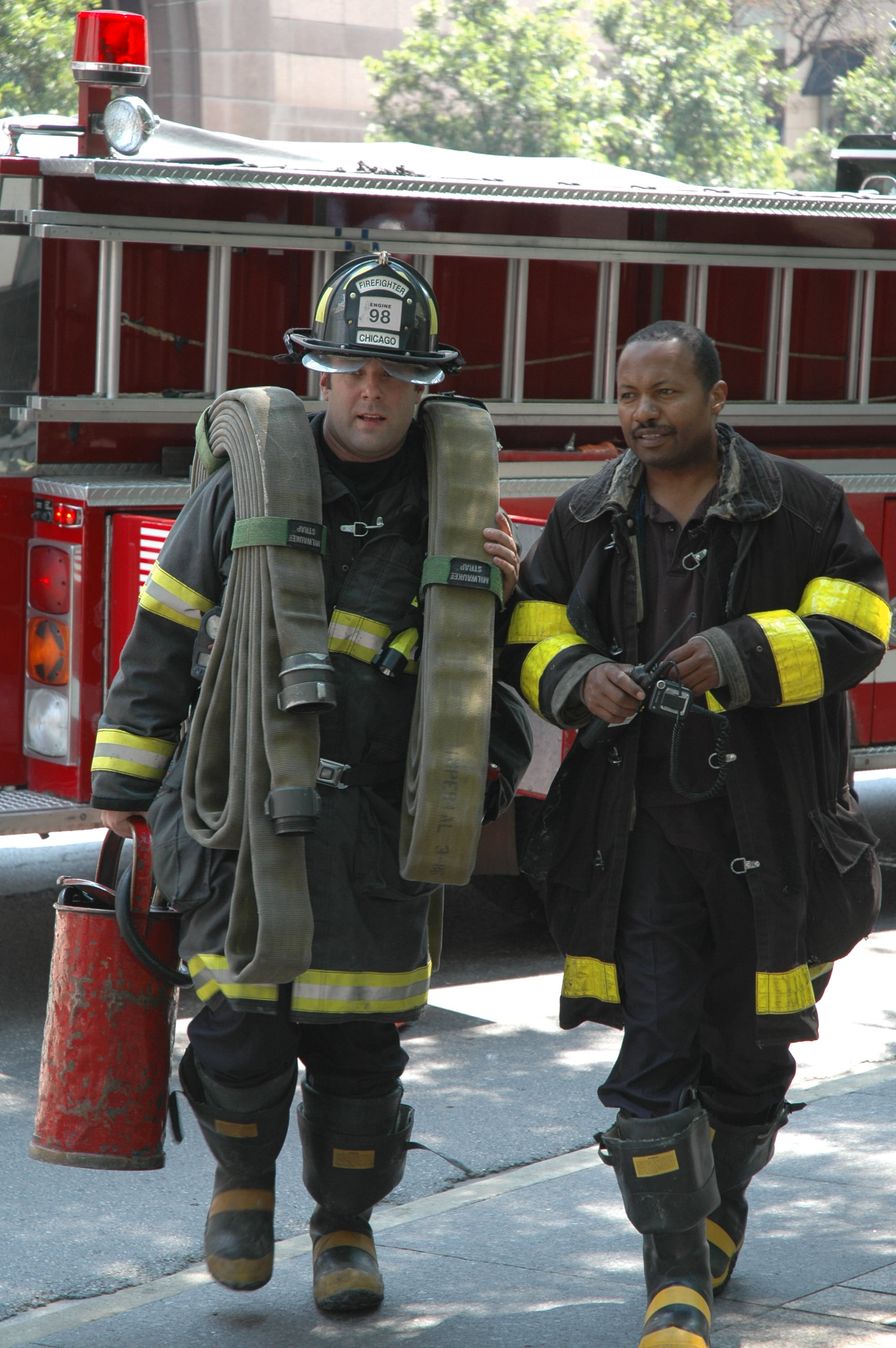
Brandweermannen in Chicago in leren bluskleding